# 礁外雀鯛
礁外雀鯛（學名：Pomacentrus emarginatus），是輻鰭魚綱鱸形目雀鯛科雀鯛屬的其中一種，分布於中西太平洋巴布亞紐幾內亞西部外海及帛琉海域，深度4至12公尺，體長可達10公分，棲息在陡峭的珊瑚礁坡，單獨或成小群活動，以浮游生物及藻類為食，繁殖期時成對出現，雄魚會守護卵直到孵化，生活習性不明。